# Häijää
Häijää är en tätort (finska: taajama) i Sastamala stad (kommun) i landskapet Birkaland i Finland. Vid tätortsavgränsningen den 31 december 2021 hade Häijää 432 invånare och omfattade en landareal av 1,93 kvadratkilometer.